# Debreceni család
A Debreceni család a Debrecenben a 13. századtól a 15. századig birtokos család volt. Nem tudjuk, melyik Árpád-kori magyar nemzetségből származott.

## A család ágai
Két ágának hét nemzedékét ismerjük fiúágon. A két ág legidősebb tagja, Miklós és Péter egymással nem tisztázott rokoni kapcsolatban álltak.

### Miklós ága
- I. Miklós (meghalt 1291-94 előtt)[2]
- I. András (meghalt 1291-94 előtt) I. Miklós fia[3]
- II. Miklós (? – 1277) I. Miklós fia, Kun Lászlónak az erdélyi szászok elleni harcaiban halt meg[4]
- I. László (? – 1278) I. Miklós fia, Adorjánvár ostrománál halr meg[5]
- Rophoin (1271 előtt – 1318) I. Miklós fia, bán[6]
- I. Dózsa (1291-94 előtt – 1322) I. András fia,[7] bihari, szabolcsi és szatmári ispán, erdélyi vajda, nádor
- II. Jakab (1322 előtt – 1361) I. Dózsa fia[8], szabolcsi ispán[9]
- Pál (1322 előtt – 1361) I. Dózsa fia[10], szabolcsi ispán[11]
- II. András (1322 előtt – 1328 előtt) I. Dózsa fia[12]
- II. Dózsa (1322 előtt – 1338 előtt) I. Dózsa fia[13]
- Klára (1337 előtt – 1351 után) I. Dózsa lánya, Nádasdi Domokos, majd Berzevici Mihály felesége
- II. László (1343 előtt – 1364 előtt) II. Jakab fia[14]
- István (1343 előtt – 1389 után) II. Jakab fia[15], első felesége Gutkeled nembeli Dobi Margit[16]
- Ilona (1405 előtt – 1429 után) István lánya, Domoszlói Demeter felesége[17]
- III. Miklós (1343 előtt – 1364 előtt) Pál fia[18]
- III. László (1343 előtt – 1364 előtt) Pál fia[19]
- Gergely (1343 előtt – 1382 után) Pál fia[20] Bátori (László lánya) Erzsébet férje[17]
- Ilona (1382 előtt – 1395 után) Pál lánya, Hédervári Miklós felesége[17][21]
- Margit (?) Pál lánya, Szécsi Miklós nádor felesége[17][22]
- János (1364 előtt – 1380 után) III. László fia[23]
- IV. Miklós (1364 előtt – 1364 után) III. László fia[24]
- IV. László (1366 – 1404) János fia, az utolsó férfi Debreceni[25]
- Katalin János lánya, ónodi Cudar Benedek (? – 1422/23) felesége[17]
- Zsófia (1405 előtt – 1424 után) IV. László lánya, Csaholyi János felesége[17]
- Katalin (1405 előtt – 1459 után) IV. László lánya, Telegdi Frank felesége[17]

### Péter ága
- I. Péter (1271 előtt – 1278)[26]
- II. Péter (1291 előtt – 1294 után) I. Péter fia[27]
- I. Jakab (1342 előtt – 1359 után) II. Péter fia[28]
- Dávid (1358 előtt – 1359 után) I. Jakab fia[29]